# Les Diables du Texas
Les Diables du texas (ou De Texasrakkers en néerlandais) est le quarante-sixième album de bande dessinée de la série Bob et Bobette. Il porte le numéro 125 de la série actuelle.
Il a été écrit par Willy Vandersteen et publié dans De Standaard et Het Nieuwsblad du 13 avril 1959 au 20 août 1959 dans sa version originale sous le titre De Texasrakkers.

## Synopsis
Lambique a un nouveau voisin, Théophile Boomerang, qui lui offre une bouteille de gin qui contient un ranger texan miniature. Dans la petite ville de Dum, les rangers sont en effet rapetissés par une bande de malfaiteurs. Nos amis partent au Texas pour mettre fin à ces pratiques criminelles et arrivés là-bas, ils entendent parler d'un énorme rocher qui risque de tomber sur la ville de Dumb et de l'anéantir. Tout le monde se serre les coudes pour retenir le rocher et pour rendre leur taille normale aux rangers.

## Personnages
- Bob
- Bobette
- Fanfreluche
- Tante Sidonie
- Lambique
- Jérôme
- Professeur Barabas
- Théophile Boomerang
- Jim Parasite

## Lieux de l'histoire
- Belgique ; notamment le café "l'ancre" au port d'Anvers
- Texas : notamment la ville fictive de Dumb City

## Personnages
- Bobette
- Bob
- Lambique
- Sidonie
- Jérôme
- Barabas

## Anecdotes
- L'album est inspiré de la  série télévisée américaine Tales of the Texas Rangers diffusée par la NIR de l'époque dans les années 1950.
- Théophile Boomerang apparaît pour la première fois dans cet album ; il vend des produits en vrac et bon marché, mais principalement des aspirateurs.
- L'histoire a également été publiée dans d'autres langues:
  - Anglais: Bob & Bobette ( The Texas Rangers ).
  - Italien: Bob e Bobette ( i diavoli del texas ).
- Une copie (néerlandaise) de cet album peut être trouvée au Texas Ranger Hall of Fame and Museum à Waco, Texas
- Le fait que les gens sont diminués par quelqu'un qui veut avoir le pouvoir a déjà été utilisé dans Le Rayon magique. Cette idée peut avoir été inspirée par une scène similaire du film d'horreur Bride of Frankenstein (1935) .

## Adaptation
En février 2006, il a été annoncé que cette histoire serait adaptée en un film d'animation 3D: Bob et Bobette : Les Diables du Texas . Le scénario du film a été réalisé par Dirk Nielandt , également connu comme  scénariste de P'tits Bob et Bobette . Le producteur est Skyline Film & Television . Le film est sorti le 21 juillet 2009 dans les salles belges et le 23 juillet 2009 aux Pays-Bas.